# مصر (ویرجینیای غربی)
مصر (به انگلیسی: Egypt) یک منطقهٔ مسکونی در ایالات متحده آمریکا است که در شهرستان جفرسون، ویرجینیای غربی واقع شده‌است.